# Франклінвілл (Північна Кароліна)
Франклінвілл (англ. Franklinville) — місто (англ. town) в США, в окрузі Рендолф штату Північна Кароліна. Населення — 1197 осіб (2020).

## Географія
Франклінвілл розташований за координатами 35°44′35″ пн. ш. 79°41′35″ зх. д. / 35.74306° пн. ш. 79.69306° зх. д. (35.742949, -79.693184).  За даними Бюро перепису населення США в 2010 році місто мало площу 4,27 км², з яких 4,22 км² — суходіл та 0,05 км² — водойми.

## Демографія
Згідно з переписом 2010 року, у місті мешкали 1164 особи в 388 домогосподарствах у складі 304 родин. Густота населення становила 273 особи/км².  Було 438 помешкань (103/км²).
Расовий склад населення:
| - 76,2 % — білих - 10,6 % — чорних або афроамериканців - 11,4 % — осіб інших рас |

До двох чи більше рас належало 1,8 %. Частка іспаномовних становила 24,6 % від усіх жителів.
За віковим діапазоном населення розподілялося таким чином: 32,0 % — особи молодші 18 років, 58,7 % — особи у віці 18—64 років, 9,3 % — особи у віці 65 років та старші. Медіана віку мешканця становила 32,9 року. На 100 осіб жіночої статі у місті припадало 96,3 чоловіків;  на 100 жінок у віці від 18 років та старших — 91,5 чоловіків також старших 18 років.
Середній дохід на одне домашнє господарство  становив 34 619 доларів США (медіана — 27 417), а середній дохід на одну сім'ю — 38 704 долари (медіана — 30 403). Медіана доходів становила 31 677 доларів для чоловіків та 24 063 долари для жінок. За межею бідності перебувало 33,1 % осіб, у тому числі 50,5 % дітей у віці до 18 років та 13,5 % осіб у віці 65 років та старших.
Цивільне працевлаштоване населення становило 416 осіб. Основні галузі зайнятості: виробництво — 34,9 %, освіта, охорона здоров'я та соціальна допомога — 22,6 %, роздрібна торгівля — 9,6 %, будівництво — 7,9 %.